# Triangularia setosa
Triangularia setosa es un hongo, miembro de Ascomycota y del género Triangularia. Este género es notable por su apariencia generalizada en el excremento de los herbívoros y, por lo tanto, se ve como un hongo coprófilo. El hongo en sí es característicamente de color oscuro y produce peritecio en forma de saco con una cubierta de pelo. Su dispersión implica la ingestión, el paso y la expulsión de proyectiles de esporas. Tiene preferencia por colonizar el estiércol de los lagomorfos, como liebres y conejos.

## Historia y taxonomía
T. setosa se describió por primera vez en Alemania en el año 1873 bajo su basiónimo en Sordaria setosa por G. Winter. En 1883, el hongo recibió el nombre de Podospora setosa por el micólogo Niessl. Desde 1883, P. setosa ha tenido sinonimia dentro de múltiples géneros, incluidos Pleurage (1898), Philocopra (1907) y Cladocheate (1912). Estos géneros pueden compartir una morfología similar de ascos y esporas, así como hábitat. Más recientemente, la especie fue transferida al género Triangularia por X.W. Wang y Houbraken en 2019. El género Triangularia se distingue por la apariencia triangular de las esporas, o en forma de cuña.

## Crecimiento y morfología
T. setosa crece de manera óptima a 25 °C y en condiciones donde hay luz presente. Su tasa de crecimiento y producción de cuerpos fructíferos puede ser manipulada por la presencia o ausencia de luz. En ausencia de luz, el crecimiento está atrofiado y la producción de peritecio no se produce. La única excepción a esto es en condiciones donde hay altas cantidades de agua, en donde puede desarrollarse peritecio. En condiciones de luz, el peritecio se desarrollará y el hongo crecerá al máximo. T. setosa se desarrolla mejor a la luz en el extremo más corto del espectro visible. Las longitudes de onda más largas han demostrado ser menos efectivas para promover el crecimiento, con la longitud de onda máxima para la producción de crecimiento de 510 nm.
T. setosa es multicelular y se ha observado solo en su estado sexual. Como miembro del Ascomycota, el desarrollo de asco ocurre dentro de una estructura similar a saco. Éste, el peritecio, tiene una base ancha, cuello delgado y está cubierto de pelos. En T. setosa la mayoría de estos pelos están en la base de su cuerpo fructífero. Los pelos son de color blanco y tienen aproximadamente 600 μm de largo y 3 μm de ancho. Este hongo tiene un anillo apical, que puede variar en la visibilidad, ya que se ha descrito como conspicuo y no conspicuoso en la literatura.
Dentro del peritecio hay ascos, cada uno que contiene ocho ascosporas. Se ha estimado que un peritecio de T. setosa alberga 512 esporas. Las esporas en sí tienen 19 μm de longitud con un solo ápice en el que existe un poro germinal. Dentro del asco, las esporas se organizan densamente y sin organización. Cuando están maduros, son de color marrón, de forma elipsoidal y están recubiertas en una cubierta hialina clara. Las esporas poseen un apéndice primario en el extremo distal y un apéndice secundario en el ápice. Se cree que el apéndice secundario, una característica que se ve comúnmente en hongos coprófilos, ayuda con el apego al material vegetal. En condiciones de aguas pesadas, la hinchazón de la capa hialina y la activación del apéndice secundario permite un apego óptimo a las superficies.

## Fisiología
El ciclo de colonización sucesional de T. setosa implica la ingestión y excreción del hongo por los animales herbívoros. La proyección de esporas del excremento de animales permite la transferencia del hongo entre animales.
El proceso de dispersión de esporas requiere la acumulación de presión osmótica dentro del peritecio. En el umbral de presión, la exposición de las esporas se produce a través del poro apical. Este poro está rodeado por un anillo elástico que cambia de forma a medida que pasa la espora. El retroceso del anillo apical de regreso a su forma original después de la distorsión amplifica la velocidad a la que las esporas salen del asco. En el caso de T. setosa, las esporas liberadas en grandes cantidades (100) pueden expulsarse hasta una distancia de 35 cm. En particular, la liberación de esporas puede volverse rítmica si se le da un ciclo de día nocturno.

## Hábitat y ecología
La fuente de carbono favorecida para T. setosa es el excremento de los animales herbívoros, debido al material vegetal descompuesto y la abundancia de nitrógeno. Aunque se encuentra principalmente en el estiércol de los herbívoros, hay registros del hongo en las heces de los omnívoros. El dominio de las bacterias hace que esto sea una ocurrencia poco probable, y como tal aún no se ha registrado en el excremento de cualquier animal carnívoro. T. setosa también se puede encontrar en material no digerido, como semillas de vegetales, suelo y material vegetal en descomposición.
T. setosa se ha documentado en muchos países diferentes, incluidos Canadá, Alemania, España, Brasil, Australia, el Reino Unido e Irlanda. Estos registros indican su presencia en el excremento de conejos, gansos, animales de granja, caballos y zarigüeyas. El hongo en sí favorece la colonización de lagomorfos sobre los rumiantes, pero sorprendentemente se puede encontrar en el material aprobado por ambos tipos de digestión. Esto muestra la capacidad de resistir la digestión desde varias horas hasta varios días, ya que los lagomorfos ingieren rutinariamente su propia materia fecal. El menor porcentaje de colonización en rumiantes y caballos puede deberse a la competencia con otros tipos de hongos coprófilos, que no pueden resistir los tiempos de digestión más largos de lagomorfos.